# Screen Actors Guild Award/Beste Darstellerin in einer Dramaserie

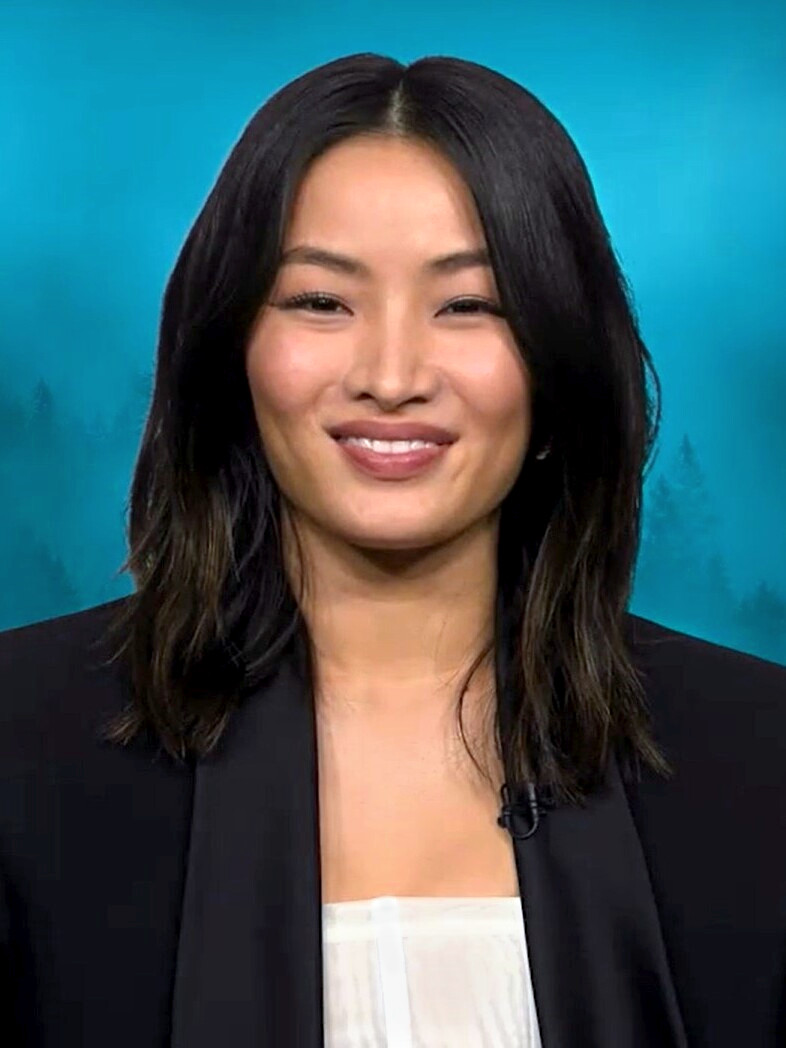
Preisträgerin 2025: Anna Sawai (Shōgun)

Der Screen Actors Guild Award in der Kategorie Beste Darstellerin in einer Dramaserie (Originalbezeichnung: Outstanding Performance by a Female Actor in a Drama Series) ist eine der Auszeichnungen, die jährlich in den Vereinigten Staaten von der Screen Actors Guild, einer Gewerkschaft von Schauspielern, verliehen werden. Sie richtet sich an Schauspielerinnen, die eine hervorragende Leistung in einer Haupt- oder Nebenrolle in einer Drama-Fernsehserie erbracht haben. Die Kategorie wurde 1995 ins Leben gerufen. Die Gewinner werden in einer geheimen Abstimmung durch die Vollmitglieder der Gewerkschaft ermittelt.

## Statistik

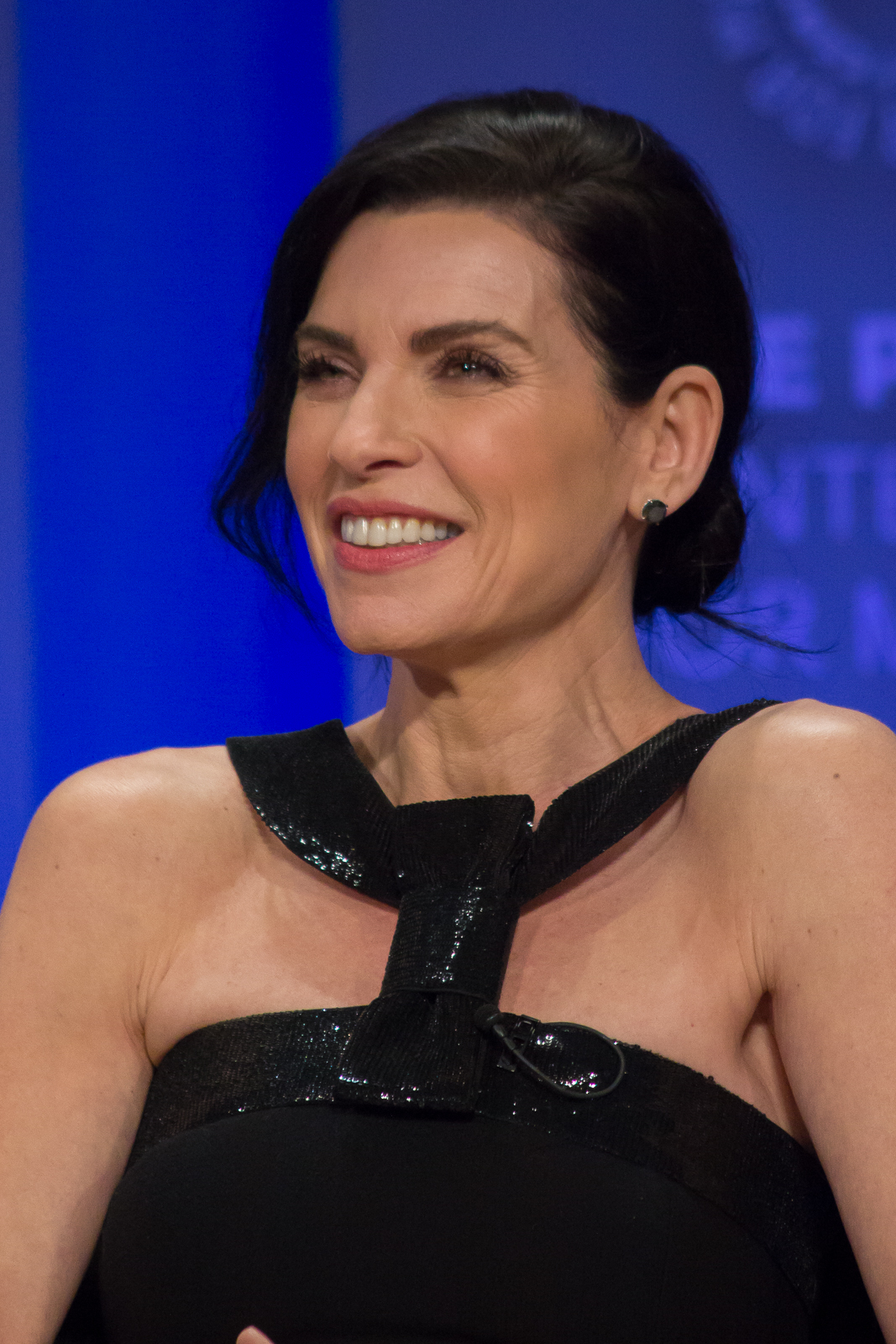
Viermalige Siegerin: Julianna Margulies (2015)

Die Kategorie Beste Darstellerin in einer Dramaserie wurde zur ersten Verleihung im Februar 1995 geschaffen. Seitdem wurden an 20 verschiedene Schauspielerinnen eine Gesamtanzahl von 31 Preisen in dieser Kategorie verliehen. Die erste Preisträgerin war Kathy Baker, die 1995 für ihre Rolle als Jill Brock in der CBS-Dramaserie Picket Fences – Tatort Gartenzaun ausgezeichnet wurde. Die bisher letzte Preisträgerin war Anna Sawai, die 2025 für ihre Rolle als Toda Mariko in der FX-Dramaserie Shōgun geehrt wurde.
Älteste Gewinnerin mit 79 Jahren war 2014 die Britin Maggie Smith (Downton Abbey); älteste nominierte Schauspielerin mit 81 Jahren 2016 ebenfalls Maggie Smith (Downton Abbey). Jüngste Gewinnerinnen mit jeweils 27 Jahren waren 1996 die US-Amerikanerin Gillian Anderson (Akte X – Die unheimlichen Fälle des FBI) und 2022 die Südkoreanerin Jung Ho-yeon (Squid Game); jüngste nominierte Schauspielerin mit 12 Jahren 2017 die Britin Millie Bobby Brown (Stranger Things).
| Statistik                          | Schauspielerin     | Anzahl | Jahre                                                    |
| ---------------------------------- | ------------------ | ------ | -------------------------------------------------------- |
| Häufigste Auszeichnungen           | Julianna Margulies | 04     | 1998, 1999, 2010, 2011                                   |
| Häufigste Nominierungen (* = Sieg) | Julianna Margulies | 09     | 1996, 1998*, 1999*, 2010*, 2011*, 2012, 2013, 2015, 2016 |
| Häufigste Nominierungen ohne Sieg  | Kyra Sedgwick      | 07     | 2006, 2007, 2008, 2009, 2010, 2011, 2012                 |

## Gewinner und Nominierte
Die unten aufgeführten Fernsehserien werden mit ihrem deutschen Ausstrahlungstitel (sofern ermittelbar) angegeben, danach folgt in Klammern in kursiver Schrift der fremdsprachige Originaltitel. Die Nennung des Originaltitels entfällt, wenn deutscher und fremdsprachiger Filmtitel identisch sind. Die Gewinner stehen hervorgehoben in fetter Schrift an erster Stelle.

### 1995–2000
1995
Kathy Baker – Picket Fences – Tatort Gartenzaun (Picket Fences)
Swoosie Kurtz – Ein Strauß Töchter (Sisters)
Angela Lansbury – Mord ist ihr Hobby (Murder, She Wrote)
Jane Seymour – Dr. Quinn – Ärztin aus Leidenschaft (Dr. Quinn, Medicine Woman)
Cicely Tyson – Alles schön und Recht (Sweet Justice)
1996
Gillian Anderson – Akte X – Die unheimlichen Fälle des FBI (The X-Files)
Christine Lahti – Chicago Hope – Endstation Hoffnung (Chicago Hope)
Sharon Lawrence – New York Cops – NYPD Blue (NYPD Blue)
Julianna Margulies – Emergency Room – Die Notaufnahme (ER)
Sela Ward – Ein Strauß Töchter (Sisters)
1997
Gillian Anderson – Akte X – Die unheimlichen Fälle des FBI (The X-Files)
Kim Delaney – New York Cops – NYPD Blue (NYPD Blue)
Christine Lahti – Chicago Hope – Endstation Hoffnung (Chicago Hope)
Della Reese – Ein Hauch von Himmel (Touched By An Angel)
Jane Seymour – Dr. Quinn – Ärztin aus Leidenschaft (Dr. Quinn, Medicine Woman)
1998
Julianna Margulies – Emergency Room – Die Notaufnahme (ER)
Gillian Anderson – Akte X – Die unheimlichen Fälle des FBI (The X-Files)
Kim Delaney – New York Cops – NYPD Blue (NYPD Blue)
Christine Lahti – Chicago Hope – Endstation Hoffnung (Chicago Hope)
Della Reese – Ein Hauch von Himmel (Touched By An Angel)
1999
Julianna Margulies – Emergency Room – Die Notaufnahme (ER)
Gillian Anderson – Akte X – Die unheimlichen Fälle des FBI (The X-Files)
Kim Delaney – New York Cops – NYPD Blue (NYPD Blue)
Christine Lahti – Chicago Hope – Endstation Hoffnung (Chicago Hope)
Annie Potts – Alabama Dreams (Any Day Now)
2000
Edie Falco – Die Sopranos (The Sopranos)
Gillian Anderson – Akte X – Die unheimlichen Fälle des FBI (The X-Files)
Lorraine Bracco – Die Sopranos (The Sopranos)
Nancy Marchand – Die Sopranos (The Sopranos)
Annie Potts – Alabama Dreams (Any Day Now)

### 2001–2010
2001
Allison Janney – The West Wing – Im Zentrum der Macht (The West Wing)
Gillian Anderson – Akte X – Die unheimlichen Fälle des FBI (The X-Files)
Edie Falco – Die Sopranos (The Sopranos)
Sally Field – Emergency Room – Die Notaufnahme (ER)
Lauren Graham – Gilmore Girls
Sela Ward – Noch mal mit Gefühl (Once and Again)
2002
Allison Janney – The West Wing – Im Zentrum der Macht (The West Wing)
Lorraine Bracco – Die Sopranos (The Sopranos)
Stockard Channing – The West Wing – Im Zentrum der Macht (The West Wing)
Tyne Daly – Für alle Fälle Amy (Judging Amy)
Edie Falco – Die Sopranos (The Sopranos)
Lauren Graham – Gilmore Girls
2003
Edie Falco – Die Sopranos (The Sopranos)
Lorraine Bracco – Die Sopranos (The Sopranos)
Amy Brenneman – Für alle Fälle Amy (Judging Amy)
Allison Janney – The West Wing – Im Zentrum der Macht (The West Wing)
Lily Tomlin – The West Wing – Im Zentrum der Macht (The West Wing)
2004
Frances Conroy – Six Feet Under – Gestorben wird immer (Six Feet Under)
Stockard Channing – The West Wing – Im Zentrum der Macht (The West Wing)
Tyne Daly – Für alle Fälle Amy (Judging Amy)
Jennifer Garner – Alias – Die Agentin (Alias)
Mariska Hargitay – Law & Order: Special Victims Unit
Allison Janney – The West Wing – Im Zentrum der Macht (The West Wing)
2005
Jennifer Garner – Alias – Die Agentin (Alias)
Drea de Matteo – Die Sopranos (The Sopranos)
Edie Falco – Die Sopranos (The Sopranos)
Allison Janney – The West Wing – Im Zentrum der Macht (The West Wing)
Christine Lahti – Jack & Bobby
2006
Sandra Oh – Grey’s Anatomy
Patricia Arquette – Medium – Nichts bleibt verborgen (Medium)
Geena Davis – Welcome, Mrs. President (Commander in Chief)
Mariska Hargitay – Law & Order: Special Victims Unit
Kyra Sedgwick – The Closer
2007
Chandra Wilson – Grey’s Anatomy
Patricia Arquette – Medium – Nichts bleibt verborgen (Medium)
Edie Falco – Die Sopranos (The Sopranos)
Mariska Hargitay – Law & Order: Special Victims Unit
Kyra Sedgwick – The Closer
2008
Edie Falco – Die Sopranos (The Sopranos)
Glenn Close – Damages – Im Netz der Macht (Damages)
Sally Field – Brothers & Sisters
Holly Hunter – Saving Grace
Kyra Sedgwick – The Closer
2009
Sally Field – Brothers & Sisters
Mariska Hargitay – Law & Order: Special Victims Unit
Holly Hunter – Saving Grace
Elisabeth Moss – Mad Men
Kyra Sedgwick – The Closer
2010
Julianna Margulies – Good Wife (The Good Wife)
Patricia Arquette – Medium – Nichts bleibt verborgen (Medium)
Glenn Close – Damages – Im Netz der Macht (Damages)
Mariska Hargitay – Law & Order: Special Victims Unit
Holly Hunter – Saving Grace
Kyra Sedgwick – The Closer

### 2011–2020
2011
Julianna Margulies – Good Wife (The Good Wife)
Glenn Close – Damages – Im Netz der Macht (Damages)
Mariska Hargitay – Law & Order: Special Victims Unit
Elisabeth Moss – Mad Men
Kyra Sedgwick – The Closer
2012
Jessica Lange – American Horror Story (American Horror Story: Murder House)
Kathy Bates – Harry’s Law
Glenn Close – Damages – Im Netz der Macht (Damages)
Julianna Margulies – Good Wife (The Good Wife)
Kyra Sedgwick – The Closer
2013
Claire Danes – Homeland
Michelle Dockery – Downton Abbey
Jessica Lange – American Horror Story (American Horror Story: Asylum)
Julianna Margulies – Good Wife (The Good Wife)
Maggie Smith – Downton Abbey
2014
Maggie Smith – Downton Abbey
Claire Danes – Homeland
Anna Gunn – Breaking Bad
Jessica Lange – American Horror Story (American Horror Story: Coven)
Kerry Washington – Scandal
2015
Viola Davis – How to Get Away with Murder
Claire Danes – Homeland
Julianna Margulies – Good Wife (The Good Wife)
Tatiana Maslany – Orphan Black
Maggie Smith – Downton Abbey
Robin Wright – House of Cards
2016
Viola Davis – How to Get Away with Murder
Claire Danes – Homeland
Julianna Margulies – Good Wife (The Good Wife)
Maggie Smith – Downton Abbey
Robin Wright – House of Cards
2017
Claire Foy – The Crown
Millie Bobby Brown – Stranger Things
Thandiwe Newton – Westworld
Winona Ryder – Stranger Things
Robin Wright – House of Cards
2018
Claire Foy – The Crown
Millie Bobby Brown – Stranger Things
Laura Linney – Ozark
Elisabeth Moss – The Handmaid’s Tale – Der Report der Magd (The Handmaid’s Tale)
Robin Wright – House of Cards
2019
Sandra Oh – Killing Eve
Julia Garner – Ozark
Laura Linney – Ozark
Elisabeth Moss – The Handmaid’s Tale – Der Report der Magd (The Handmaid’s Tale)
Robin Wright – House of Cards
2020
Jennifer Aniston – The Morning Show
Helena Bonham Carter – The Crown
Olivia Colman – The Crown
Jodie Comer – Killing Eve
Elisabeth Moss – The Handmaid’s Tale – Der Report der Magd (The Handmaid’s Tale)

### 2021–2030
2021
Gillian Anderson – The Crown
Olivia Colman – The Crown
Emma Corrin – The Crown
Julia Garner – Ozark
Laura Linney – Ozark
2022
Jung Ho-yeon – Squid Game (오징어 게임 / Ojingeo Game)
Jennifer Aniston – The Morning Show
Elisabeth Moss – The Handmaid’s Tale – Der Report der Magd (The Handmaid’s Tale)
Sarah Snook – Succession
Reese Witherspoon – The Morning Show
2023
Jennifer Coolidge – The White Lotus
Elizabeth Debicki – The Crown
Julia Garner – Ozark
Laura Linney – Ozark
Zendaya – Euphoria
2024
Elizabeth Debicki – The Crown
Jennifer Aniston – The Morning Show
Bella Ramsey – The Last of Us
Keri Russell – Diplomatische Beziehungen (The Diplomat)
Sarah Snook – Succession
2025
Anna Sawai – Shōgun
Kathy Bates – Matlock
Nicola Coughlan – Bridgerton
Allison Janney – Diplomatische Beziehungen (The Diplomat)
Keri Russell – Diplomatische Beziehungen (The Diplomat)